# Patiala
Patiala (Panjabi ਪਟਿਆਲਾ) ist eine Stadt (seit 1997 Municipal Corporation) des nordwestindischen Bundesstaates Punjab mit etwa 405.000 Einwohnern (Volkszählung 2011).
Sie wurde 1763 gegründet und war bis 1956 Hauptstadt des Fürstenstaats Patiala und 1948–56 der Patiala and East Punjab States Union (PEPSU).

## Klima
Das Klima in Patiala wird als lokales Steppenklima bezeichnet. In den Sommermonaten Juli und August, während der Monsunzeit, fallen die meisten Niederschläge. Der durchschnittliche Jahresniederschlag beträgt 754 mm. Die Jahresmitteltemperatur liegt bei 24,5 °C.
|                       | Jan  | Feb  | Mär  | Apr  | Mai  | Jun  | Jul  | Aug  | Sep  | Okt  | Nov  | Dez  |   |      |
| Mittl. Tagesmax. (°C) | 20,3 | 24,2 | 29,4 | 36,0 | 40,4 | 40,4 | 35,3 | 33,7 | 34,6 | 32,7 | 28,3 | 23,1 | ⌀ | 31,6 |
| Mittl. Tagesmin. (°C) | 6,9  | 9,2  | 13,7 | 19,1 | 24,0 | 26,7 | 26,3 | 25,4 | 23,7 | 17,5 | 10,5 | 7,1  | ⌀ | 17,5 |
|                       |      |      |      |      |      |      |      |      |      |      |      |      |   |      |
| Niederschlag (mm)     | 30   | 23   | 22   | 6    | 13   | 44   | 219  | 227  | 130  | 26   | 3    | 11   | Σ | 754  |

| 6,9 |

| 9,2 |

| 13,7 |

| 19,1 |

| 24,0 |

| 26,7 |

| 26,3 |

| 25,4 |

| 23,7 |

| 17,5 |

| 10,5 |

| 7,1 |

| 6,9 |

| 9,2 |

| 13,7 |

| 19,1 |

| 24,0 |

| 26,7 |

| 26,3 |

| 25,4 |

| 23,7 |

| 17,5 |

| 10,5 |

| 7,1 |

Die Klimakrise hat in ganz Indien zu einer drastischen Verknappung des Trinkwassers geführt. Die ist in besonderem Maße in Patiala spürbar. So gehört die Stadt zu jenen 21 bedeutenden indischen Städten, deren Grundwasserreserven nach Berechnungen der Regierungsagentur NITI Aayog aus dem Jahre im Jahr 2018 in Gefahr sind, bis 2020 vollständig aufgezehrt zu sein.

## Wirtschaft
Patiala ist heute ein Handels- und Industriezentrum, eine wichtige Rolle spielen u. a. Textilverarbeitung und Brennereien.

## Söhne und Töchter der Stadt
- Shiv Dayal Batish (1914–2006), Musiker
- Balkrishan Singh (1933–2004), Hockeyspieler und Trainer
- Manik Talwani (1933–2023), indisch-US-amerikanischer Geophysiker
- Amarinder Singh (* 1942), Politiker
- Amar Singh Billing (* 1944), Radrennfahrer
- Randhir Singh (* 1946), Sportschütze und Sportfunktionär
- Umang Gupta (1949–2022), indisch-US-amerikanischer Unternehmer
- Rakesh Sharma (* 1949), Pilot und Kosmonaut
- Navjot Singh Sidhu (* 1963), Cricketspieler, Fernsehmoderator und Politiker
- Manpreet Kaur (* 1990), Leichtathletin